# Ламаюру
Ламаюру (Юнгдрун — свастика) — один из ранних монастырей Ладакха, находящийся в долине верхнего Инда, в 127 км на запад от Леха. Основан в XI веке знаменитым махасидхой Наропой, после проведения нескольких лет в медитации в пещере. Монастырь получил своё название от плантации священного зерна, которая таинственным образом приняла форму свастики (свастика с левосторонним движением символизирует Юнгдрун Бон или новый Бон).
Монастырь относится к направлению буддистской школы Дрикунг Кагью («Красные шапки»). Но долгое время был прибежищем для последователей религии Бон.
Старейшее сохранившееся здание в монастыре — Сэнггеганг, на южной оконечности скалы, его постройку приписывают Ринчен Санпо (958—1055). Ринчен Санпо получил от царя Ладакха построить 108 монастырей, главным образом в Ладакхе, Спити и прилегающих регионах. Местные жители многие постройки тысячелетней давности приписывают именно ему.
«Старейшие гомпы, датируются временами Ринчен Санпо — Алчи-Гомпа и Ламаюру, и менее доступная Ванла, Мангъю и Сумда — во время своего основания не принадлежали ни к одной из существующих сейчас школ тибетского буддизма, так как эти школы ещё не сформировались. На каком-то этапе они вступили в Кадам, и позже, при упадке Кадам они вошли в Гелуг. Кроме Ламаюру, который, по каким-то причинам вошёл в Дрикунг Кагью»
Первоначально монастырь состоял из пяти зданий, остатки четырёх здания также можно видеть по углам.
Ламаюру входит в число крупнейших и старейших монастырей в Ладакхе, с населением в 150 монахов.
В прошлом, в нём жило около 400 монахов, многие из них жили не в гомпе, а в окружающих деревнях. В Ламаюру каждый год проводится два праздника танцев в масках, во втором и пятом месяце тибетского лунного календаря, все монахи Ламаюру и соседних гомп собираются на совместную молитву.
Поблизости Ванла.
В начале XX века монастырь посещали исследователь Август Франке и Центрально-азиатская экспедиция Николая Рериха.

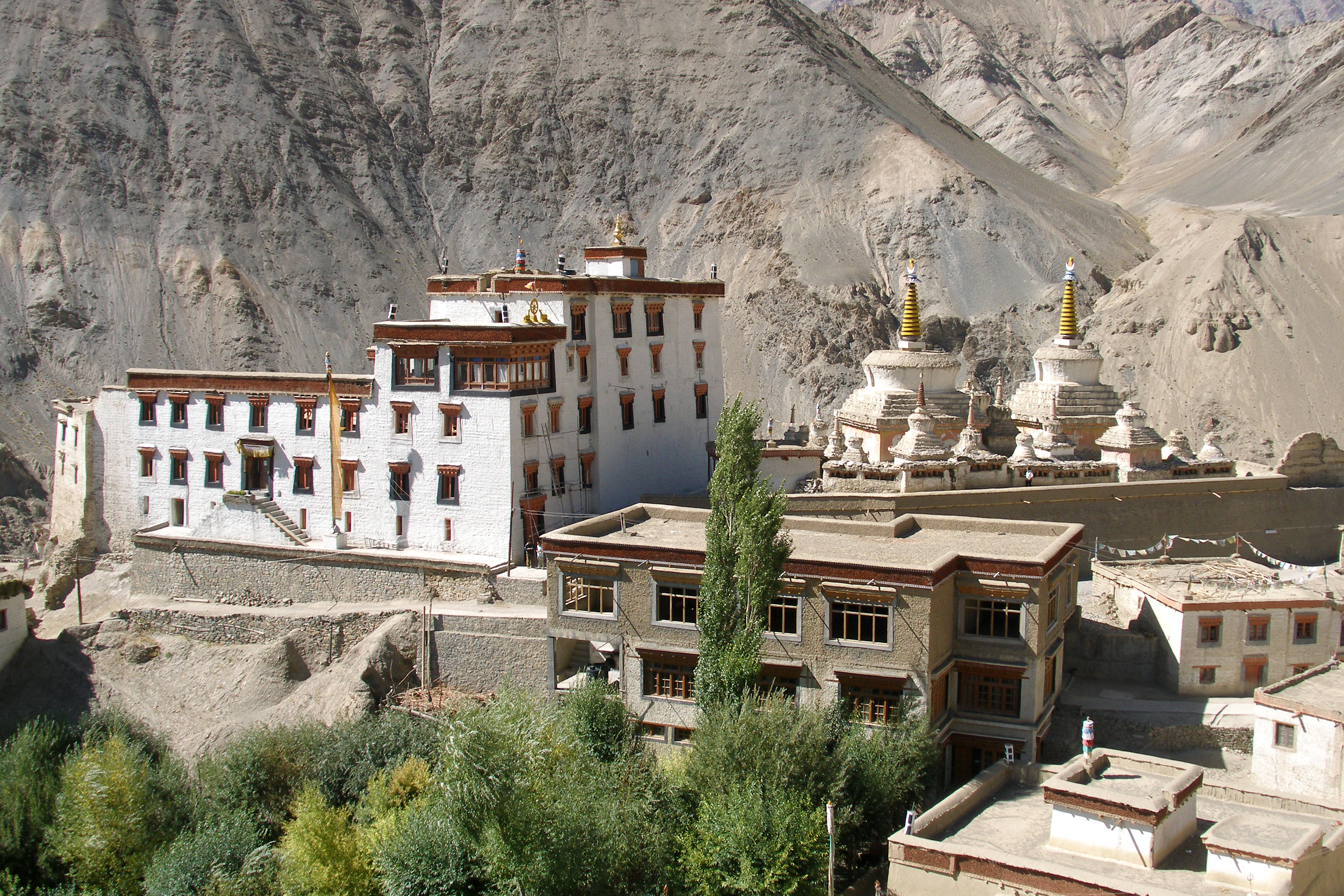
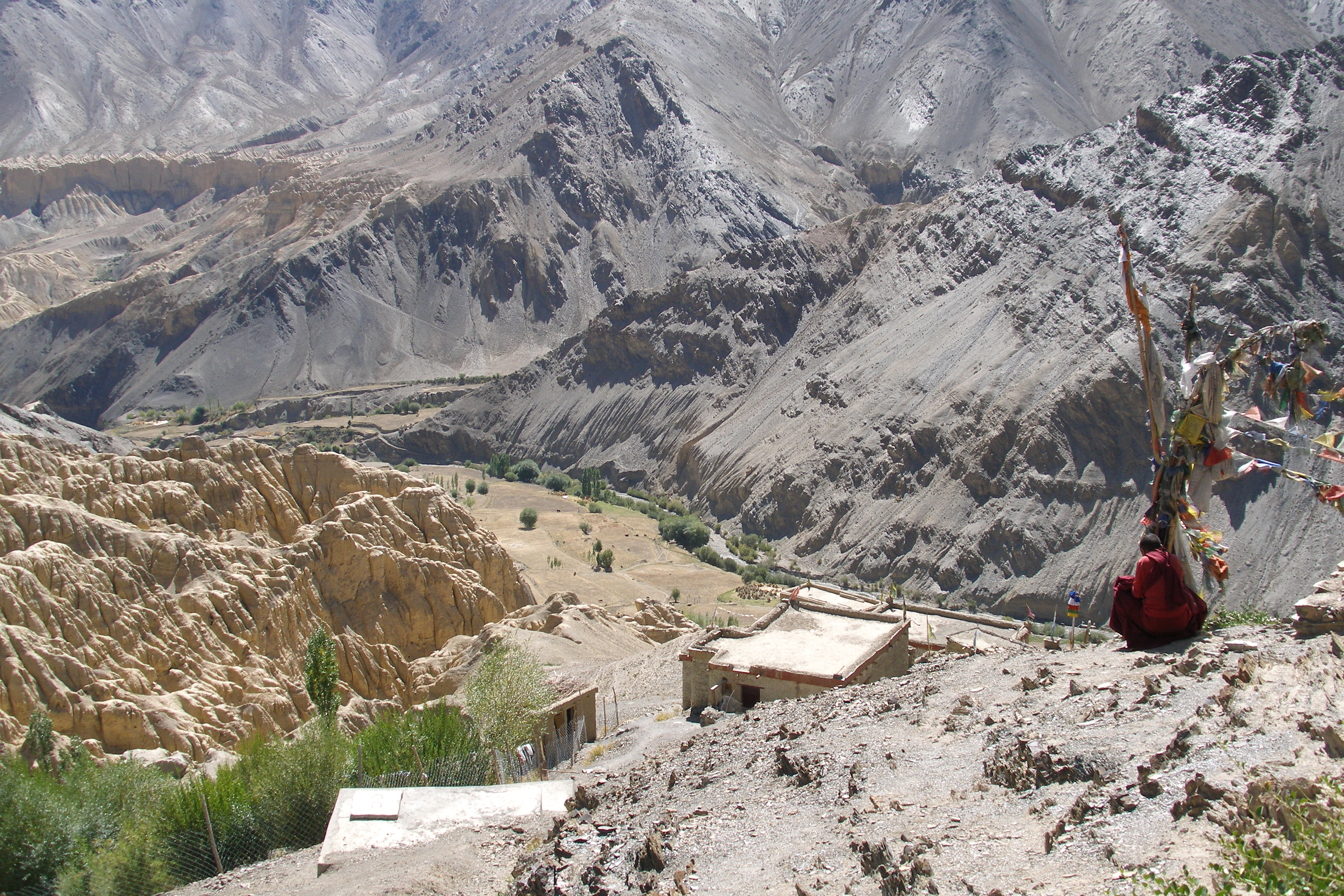
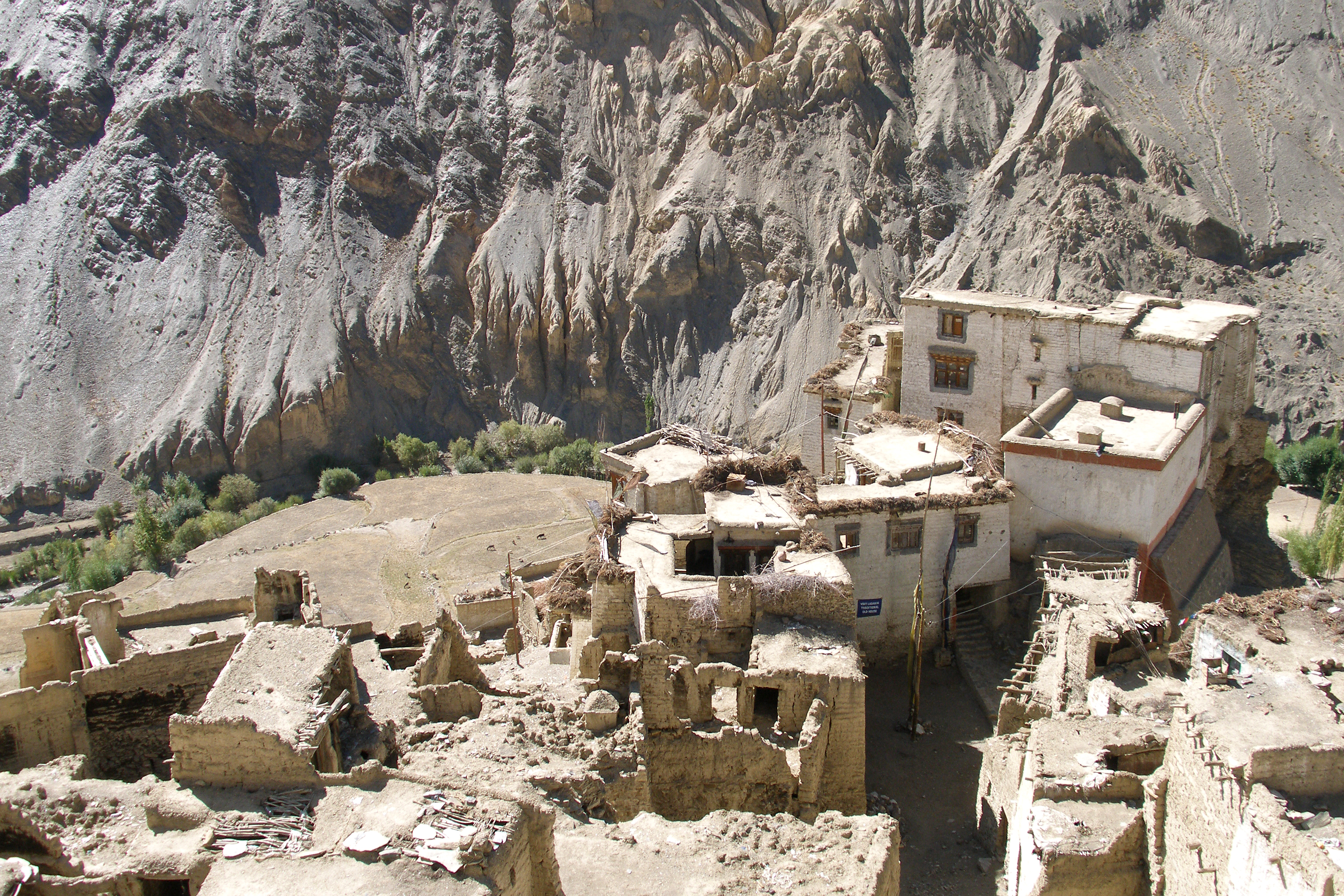
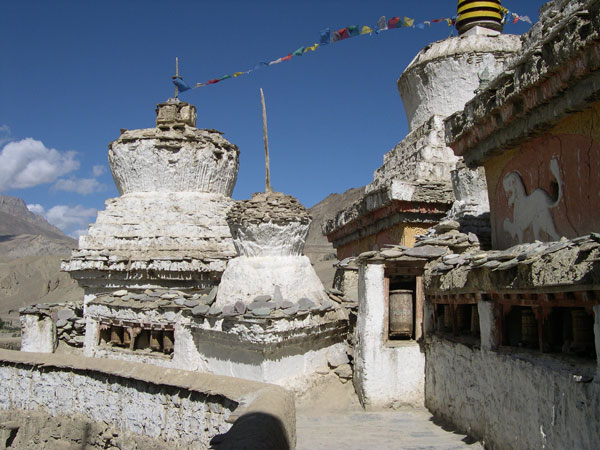
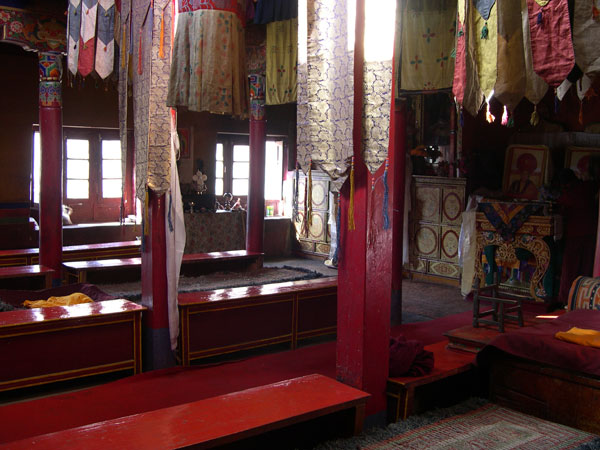
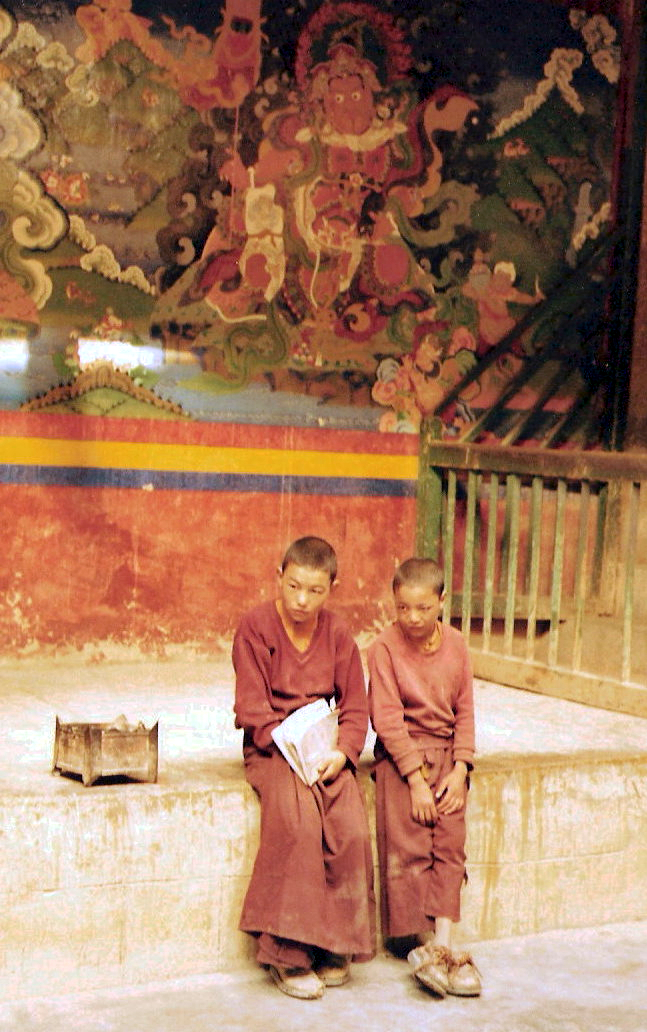